# Andreas Wellinger
Andreas Wellinger (* 28. srpna 1995) je německý skokan na lyžích, člen německého národního týmu a olympijský vítěz roku 2014 v soutěži družstev.

## Kariéra
Wellingerův debut ve Světovém poháru ve skocích na lyžích se konal v roce 2012 v závodu na malém můstku v norském Lillehammeru. Vedl po prvním kole, ale ve druhém kole spadl na páté místo. Ve stejný rok, s německým týmem vyhrál soutěž družstev v Kuusamu a také získal dvě individuální umístění na stupních vítězů v Soči a Engelbergu. Během sezóny 2012/2013 dosáhl 393 bodů a skončil ve Světovém poháru na 20. místě.
Vyhrál letní Grand prix FIS Ski Jumping v roce 2013, před slovinským skokanem na lyžích Jernejem Damjanem. V prvním závodě sezóny 2013/2014 v Klingenthalu, byl druhý a bylo to jeho třetí pódium. V Engelbergu, ve stejném roce, skončil také na druhém místě. Na Turné čtyř můstků skončil na 10. místě. Potom vyhrál závod v polské Wisle v roce 2014. Byl v německém týmu skokanů na lyžích pro Zimní Olympijské hry 2014. Byl šestý závodě na malém můstku a vyhrál zlatou medaili s německým týmem v soutěži družstev. V sezóně 2013/2014 skončil na 9. místě.
Sezónu 2014/2015 začal v Klingenthalu s 3. místem. V Ruku měl ošklivý pád a zlomil si klíční kost a do Světového poháru se vrátil až 6. března v Lahti.

## Světový pohár

### Pořadí
| Sezóna  | Celkově | 4H | SF | RA  |
| ------- | ------- | -- | -- | --- |
| 2012/13 | 20      | 9  | 45 | N/A |
| 2013/14 | 9       | 10 | 12 | N/A |
| 2014/15 | 35      | –  | –  | N/A |
| 2015/16 | 17      | 12 | –  | N/A |
| 2016/17 | 11      | 22 |    |     |

### Vítězství
| Číslo | Sezóna  | Datum          | Umístění | Můstek              | Velikost |
| ----- | ------- | -------------- | -------- | ------------------- | -------- |
| 1     | 2013/14 | 16. ledna 2014 | Wisła    | Malinka HS134 (noc) | LH       |